# Théodote d'Ancyre (martyr)
Pour les articles homonymes, voir Théodote d'Ancyre.
Théodote d'Ancyre, est un aubergiste, accessoirement marchand de grain et boulanger, vivant à Ancyre en Galatie (l'actuelle Ankara), mort martyr sous Dioclétien en 303. Saint chrétien, il est fêté le 18 mai,,. 

## Hagiographie
À cette date, le Martyrologe romain dit : « À Ancyre, en Galatie, le martyr saint Théodote et Thécuse, sa tante paternelle, ainsi qu'Alexandra, Claudie, Phaina, Euphrasie, Matrone et Julitte, vierges saintes », etc. Ils sont mentionnés dans tous les ménologes. 
Selon les Actes (Acta Sanctorum, mai, IV, 147), Théodote est un homme marié qui tient une auberge à Ancyre, capitale de la province romaine de Galatie. Il est décrit comme un homme très zélé dans l'accomplissement de ses devoirs chrétiens, doté de nombreuses vertus, en particulier la charité envers son prochain, amenant les pécheurs à la repentance et renforçant beaucoup de gens dans leur foi pendant la persécution que le gouverneur romain Théoctène menait dans la province, vers 303, conformément à l'édit impérial de Dioclétien.
Avisé, Théodote fait des réserves de marchandises, et sa maison devient un refuge pour les chrétiens, un hôpital pour les malades et un lieu de culte. Averti et courageux, il va à Malos, éloigné d'environ 8 km d'Ancyre, chercher le corps de Valens martyrisé pour lui donner une sépulture. 
De retour, il trouve les chrétiens en grande difficulté. Les sept vierges mentionnées ci-dessus sont appelées devant les juges et font une vaillante profession de foi. Pour les faire renoncer, elles sont envoyées dans une maison de débauche, mais réussissent à conserver leur pureté. Elles sont ensuite obligées de subir divers tourments, puis sont finalement jetées dans la mer avec des pierres attachées à leur corps.
Théodote réussit à récupérer les corps et à les enterrer honorablement. Son geste découvert, il est à son tour arrêté et, après plusieurs souffrances, tué par l'épée. Son corps est alors pris en charge par le prêtre Fronto qui l'apporte à Malos. Une chapelle va être construite sur sa tombe et il sera tenu en grande estime et vénéré par les chrétiens.